# Iswestija-Pokal 1975
Der Iswestija-Pokal 1975 (russisch Турнир на приз газеты Известия, dt.: Turnier um den Preis der Zeitung „Iswestija“, dt. Iswestija, Nachrichten) war die 9. Austragung des internationalen Eishockeyturniers, welches in diesem Jahr vom 17. bis zum 21. Dezember 1975 stattfand. Neben der sowjetischen Sbornaja nahmen wieder die Nationalmannschaften Finnlands, Schwedens und der Tschechoslowakei teil.

## Spiele
| 17. Dezember 1975 | UdSSR Wiktor Schalimow (2.) Boris Michailow (46.) Juri Ljapkin (46.) Waleri Wassiljew (47.) Waleri Charlamow (53., 58.) | 6:2 (1:1, 0:0, 5:1) Spielbericht | Finnland Jorma Vehmanen (12.) Matti Murto (60.) | Moskau Zuschauer: 14.000 |

| 18. Dezember 1975 | Tschechoslowakei Bohuslav Ebermann (2) Jiří Novák Vladimír Martinec Jan Neliba Jiří Bubla Marián Šťastný Holík | 8:2 (3:1, 1:0, 4:1) Spielbericht | Schweden Dan Söderström Mats Åhlberg | Moskau Zuschauer: 14.000 |

| 20. Dezember 1975 | Tschechoslowakei Eduard Novák Milan Chalupa Josef Augusta | 3:1 (2:1, 1:0, 0:0) Spielbericht | Finnland | Moskau Zuschauer: 10.000 |

| 20. Dezember 1975 | UdSSR Wladimir Schadrin (2) Waleri Charlamow Alexander Malzew Waleri Wassiljew | 5:3 (1:0, 1:0, 3:3) Spielbericht | Schweden Valtin Lars-Erik Ericsson Karlsson | Moskau Zuschauer: 14.000 |

| 21. Dezember 1975 | Schweden Karlsson (2) Per-Olov Brasar Hans Jax Anders Kallur Dan Söderström Johansson Lars-Erik Ericsson | 8:2 (4:0, 3:0, 1:2) Spielbericht | Finnland Pekka Marjamäki Pertti Koivulahti | Moskau Zuschauer: 5.000 |

| 21. Dezember 1975 | UdSSR Waleri Charlamow (2) Alexander Jakuschew | 3:2 (2:1, 1:0, 0:1) Spielbericht | Tschechoslowakei Vladimír Martinec Jaroslav Pouzar | Moskau Zuschauer: 14.000 |

## Abschlusstabelle
| Platz | Mannschaft       | Spiele | S | U | N | T     | P |
| ----- | ---------------- | ------ | - | - | - | ----- | - |
|       | UdSSR            | 3      | 3 | 0 | 0 | 14:07 | 6 |
|       | Tschechoslowakei | 3      | 2 | 0 | 1 | 13:06 | 4 |
|       | Schweden         | 3      | 1 | 0 | 2 | 13:15 | 2 |
| 4.    | Finnland         | 3      | 0 | 0 | 3 | 05:17 | 0 |

## Die besten Spieler
Die besten Spieler des Turniers:
| Torwart     | Göran Högosta      |
| Verteidiger | František Pospíšil |
| Stürmer     | Wladimir Schadrin  |

Der beste Scorer wurde  Waleri Charlamow mit 7 Punkten (5 Tore, 2 Vorlagen).